# Eland
L’Eland est une automitrailleuse légère produite entre 1964 et 1986 en Afrique du Sud et basée sur le Panhard AML.

## Historique

### Contexte
Jusqu’au début des années 1960, la principale automitrailleuse utilisée par la South African Defence Force (SADF) est le Daimler Ferret, principalement en raison des liens unissant le pays au Royaume-Uni. Ceux-ci se dégradent néanmoins continuellement au cours des années 1950, aboutissant au retrait de l’Afrique du Sud du Commonwealth en 1961. N’étant plus liés au Royaume-Uni, les militaires sud-africains étudient leurs propres besoins en termes de matériel et aboutissent à la conclusion que ceux-ci se matérialiseront principalement sous la forme d’interventions dans les pays africains avoisinants. Pour l’armée de terre, cela implique de disposer de blindés de reconnaissance suffisamment légers pour disposer d’un grand rayon d’action, mais également d’un puissant armement pour pouvoir opérer de manière autonome, sans soutien d’unités plus lourdes.

### Acquisition du Panhard AML
Après avoir rejeté le Saladin et le Panhard EBR, les Sud-africains s’intéressent au Panhard AML, dont le développement est en cours d’achèvement. Ils font toutefois remarquer au constructeur français que le mortier de 60 mm qui équipe ce modèle leur semble insuffisant, ce qui contribue au développement d’une variante armée d’un canon DEFA de 90 mm. L’AML 60, armé du mortier de 60 mm et l’AML 90, armé du canon de 90 mm entrent en production en France en 1961. Ils sont immédiatement acquis par l’armée sud-africaine, où il entrent en service en 1962 sous le nom d’Eland 60 et Eland 90.

### Évolution du modèle d’origine
En 1964, l’entreprise sud-africaine Sandock-Austral obtient de Panhard une licence pour produire localement les véhicules destinés à l’armée sud-africaine. Ceux-ci reçoivent alors la dénomination Eland Mk2 pour les distinguer des exemplaires importés, appelés désormais Eland Mk1. Très rapidement, Sandock-Austral commence à introduire des modifications sur le modèle d’origine afin de répondre aux demandes des militaires sud-africains. L’Eland Mk3 voit ainsi notamment le remplacement du système d’alimentation en carburant et le Mk4 celui de l’embrayage.
La mise en production du Mk5 en 1972 constitue une évolution majeure : outre le changement de motorisation, de nombreuses pièces sont remplacées par des modèles produits localement plutôt qu’importés. Dans le même temps, les  exemplaires des anciens modèles sont progressivement mis au standard Mk5 à partir de 1975 et prennent alors la dénomination Mk6. L’Afrique du Sud dispose alors de 365 Mk5 et 1 016 Mk6. Initialement pensée pour réduire les coûts, cette évolution permet également de limiter les effets de l’embargo sur la vente d’arme à l’Afrique du Sud décrété par l’ONU en 1977. La dernière version, le Mk7, entre en production en 1979.

## Histoire opérationnelle
L’Eland commence sa carrière dans le Sud-Ouest africain lors des engagements contre l’Organisation du peuple du Sud-Ouest africain (SWAPO). Il est ensuite engagé en 1975 en Angola lors de l’opération Savannah contre le Mouvement populaire de libération de l'Angola (MPLA). À l’automne 1975, deux escadrons d’Eland sud-africains se trouvent ainsi en Angola, soit une quarantaine de véhicules, attaché respectivement aux Task Forces Zulu et Foxbat. Au cours des combats, les Eland rencontrent des adversaires considérablement plus lourds, comme des T-34/85, des PT-76 et surtout des T-54 et T-55. Leur manœuvrabilité et la qualité supérieure des équipages et tactiques permettent toutefois dans la plupart des cas au Sud-africains de sortir vainqueur des affrontements, Notamment en utilisant leur supérieure mobilité pour surprendre les équipages de T-54 et T-55 Angolais..
L’Eland perd progressivement de l’importance dans les forces armées sud-africaines après l’introduction du Ratel en 1975. Celui-ci est en effet mieux adapté aux missions de contre-insurrection et, bien que plus lourd, dispose de meilleures capacités tout-terrain. Les Eland participent encore toutefois à toutes les grandes opérations contre le SWAPO et leurs protecteurs du FAPLA en Angola entre 1978 et 1984. Comme en 1975, les Sud-africains rencontrent régulièrement au cours de leurs raids des T-34/85 avec le même résultat que précédemment. À partir de 1983, le FAPLA est entièrement rééquipé par les Cubains avec des T-55, rendant les combats de plus en plus difficile. En 1984, il devient clair que l’Eland n’est plus adapté aux missions en Angola, tant en raison de l’augmentation de la puissance de feu adverse que de leur difficulté à suivre les Ratel. Bien que restant encore plusieurs années en service, l’Eland n’est ainsi plus déployé au combat après cette date. Il est remplacé à partir du début des années 1990 par le Rooikat, un véhicule 8 × 8 qui, bien que considérablement plus lourd, est plus mobile et mieux armé que l’Eland.

## Caractéristiques
L’Eland Mk1 est identique au Panhard AML. Le véhicule se caractérise par son très petit gabarit, avec une hauteur de seulement 2,5 m et une largeur limitée à 2 m. Il dispose d’un moteur de 1,99 l développant 90 ch et entraînant les quatre roues motrices. La silhouette ramassée, et par conséquent la faible garde au sol, ainsi que le peu de puissance disponible pour un engin de 6 t affectent toutefois ses performances tout-terrain. L’Eland a ainsi des difficultés à traverser la brousse quand elle est dense et à tendance à s’embourber. À partir de la version Mk5, le moteur est un General Motors de 2,5 l, dont la puissance supérieure améliore un peu les performances tout-terrain et permet à l’Eland d’atteindre une vitesse de 100 km/h sur route.
L’Eland Mk2 dispose également d’un système de direction et de freins améliorés, tandis que le Mk3 a un nouveau système d’alimentation en carburant. À partir de la version Mk5, la suspension et les roues sont remplacées par des modèles produits localement.

### Protection
La coque est construite en plaques d’acier soudées assurant une protection contre les tirs d’armes légères et les éclats d’obus. Le blindage est toutefois insuffisant pour protéger contre toutes les armes d’un calibre supérieur à 12,7 mm.

### Armement
La tourelle et l’armement principal varient en fonction de la version. L’Eland 60 est armé d’un mortier de 60 mm à chargement par la culasse. Il s’agit d’une arme efficace contre l’infanterie, notamment abritée dans des tranchées, qui est aussi utile lors des combats de nuit pour tirer des projectiles éclairants.
L’Eland 90 est armé d’un canon GIAT de 90 mm, appelé GT-2 dans l’armée sud-africaine. Cette arme confère au véhicule une puissance de feu importante par rapport à son gabarit. Le pointage de l’arme s’effectue manuellement et celle-ci n’est pas stabilisée, ce qui ne permet de tirer efficacement qu’à l’arrêt. La commande de tir est d’abord assurée par une pédale, puis, à partir de la version Mk4 à la main par un interrupteur situé sur les manivelles de rotation de la tourelle.
Plusieurs types d’obus sont utilisés. Les obus explosifs peuvent être tirés avec une bonne précision jusqu’à 2 200 m et sont efficaces contre l’infanterie, les véhicules légers et les fortifications non-renforcées. Les obus à charge creuse sont utilisés contre les blindés et peuvent pénétrer l’équivalent de 320 mm d’acier. Ces performances sont plus que suffisante pour affronter les T-34/85 de face ainsi que les T-54 et T-55 rencontrés par exemple en Angola. La portée de ces obus est par ailleurs limitée à 1 200 m, mais cela ne représente pas un problème majeur, les combats dans la brousse se déroulant plutôt à courte portée. Une boîte à mitraille devient également disponible à partir du début des années 1980. La principale faiblesse de l’Eland 90 est, faute de place pour le stockage, la limitation de l’emport de munitions à vingt-neuf obus.

### Données techniques
| Modèle                                 | Eland 90 Mk7                                            |
| -------------------------------------- | ------------------------------------------------------- |
| Équipage                               | 3                                                       |
| Longueur hors-tout                     | 5,12 m                                                  |
| Longueur caisse                        | 4,04 m                                                  |
| Largeur hors tout                      | 2,015 m                                                 |
| Hauteur                                | 2,5 m                                                   |
| Masse                                  | 6 000 kg                                                |
| Moteur                                 | moteur Diesel General Motors 2,5 l 4-cylindres en ligne |
| Puissance brute                        | 103 hp (77 kW),                                         |
| Puissance massique brute               | 17,16 hp/t                                              |
| Transmission                           | Manuelle 6 vitesses avant et 1 arrière                  |
| Contenance des réservoirs de carburant | 142 l                                                   |
| Vitesse maximale sur route             | 90 km/h ou 85 km/h                                      |
| Autonomie sur route                    | 450 km                                                  |
| Autonomie hors-route                   | 240 km                                                  |
| Franchissement profondeur              | 1,1 m                                                   |
| Franchissement pente                   | 23°                                                     |
| Blindage                               | 8-12 mm                                                 |
| Armement principal                     | 1 × canon Denel GT-2 de 90 mm en tourelle               |
| Traverse/élévation armement principal  | 360° / -8° à +15°                                       |
| Munitions armement principal           | 29 obus explosifs ou à charge creuse                    |
| Armement secondaire                    | 2 × mitrailleuses Browning M1919 (ou LIW MG4)           |
| Munitions armement secondaire          | 6200 cartouches de 7,62 mm                              |
| Autre armement                         | 4 × lance-grenades fumigènes de 81 mm                   |